# José Cutileiro
José Pires Cutileiro (* 20. November 1934 in Évora, Portugal; † 17. Mai 2020 in Brüssel, Belgien) war ein portugiesischer Diplomat, Politiker und Gelehrter. Er war von 1994 bis 1999 Generalsekretär der Westeuropäischen Union (WEU). Von 2001 bis 2003 war er Sondergesandter des UN-Kommissariats für Menschenrechte in Bosnien-Herzegowina und Serbien.

## Leben
Cutileiro studierte Ethnosoziologie und promovierte 1965. 1971 bis 1974 lehrte er an der London School of Economics. 1977 bis 1980 war er Portugals Vertreter im Europarat. 1980 bis 1983 war er portugiesischer Botschafter in Mosambik sowie von 1989 bis 1991 portugiesischer Botschafter in der Republik Südafrika, mit den jeweiligen Zweitakkreditierungen für Staaten ohne portugiesische Botschaft.
Von 1994 bis 1999 war er Generalsekretär der Westeuropäischen Union. Er war der letzte eigenständige Generalsekretär dieser Institution und wurde von Javier Solana in diesem Amt abgelöst, das dann somit abgeschafft wurde.
Von 2001 bis 2003 war er zudem Sonderbeauftragter des UN-Hochkommissariats für Menschenrechte der Vereinten Nationen für Bosnien-Herzegowina und Serbien.
Als Autor für die Zeitungen "O Independente" und "Expresso" schrieb er von 1982 bis 1998 unter dem Pseudonym Alfred Barnaby Kotter (A.B.K). Und er hat auch zwei Gedichtbände veröffentlicht. 
Zuletzt war er Professor am Institute for Advanced Studies in Princeton, USA.
Jose Cutileiro starb mit 85 Jahren in einem Krankenhaus in Brüssel. 

## Werke (Auswahl)
- A Portuguese Rural Society („Ricos e pobres no Alentejo. Uma sociedade rural portuguesa“). Clarendon Press, Oxford 1971.
- Visão Global (Globale Vision), Sachbuch, 2009.
- Abril e outro transições, (Reflexionen und Erinnerungen), 2017.
- Inventario (Artikelsammlung, 2014 bis 2019), 2020.

## Quelle
- Encarta Enzyklopädie, 2006.
- https://www.wook.pt/autor/jose-cutileiro/14978
- https://jornaleconomico.sapo.pt/noticias/jose-cutileiro-1934-2020-antropologo-com-alma-no-alentejo-e-diplomata-com-olhos-no-mundo-589690

## Einzelnachweis
1. ↑  Morreu o embaixador José Cutileiro